# Rectisolverfahren
Beim Rectisolverfahren handelt es sich um ein physikalisches Gasreinigungsverfahren, um aus erzeugtem Rohgas unerwünschte (insbesondere für nachfolgenden Anlagen) Gaskomponenten wie Kohlenstoffdioxid, Schwefelwasserstoff, aber auch HCN, COS oder Ammoniak mit Hilfe des Waschmediums Methanol zu entfernen. Das Rectisolverfahren wurde Mitte des 20. Jahrhunderts von den Unternehmen Linde und Lurgi unabhängig entwickelt. Patente und Warenzeichen werden jedoch heute gemeinsam genutzt.

## Prozess
Das Rectisolverfahren besteht in der Regel aus 3 bis 4 Prozessschritten, und zwar aus der Absorption von Schwefelwasserstoff, COS und HCN, der Absorption von Kohlenstoffdioxid, der Desorption von Kohlenstoffdioxid (Grobregenerierung) und der Desorption der restlichen absorbierten Gaskomponenten in der Heißregenerierung. Die Absorption erfolgt unter Druck von 30 bis 60 bar und bei etwa −40 °C.
- Absorption des Schwefelwasserstoffs (auch COS, HCN oder Ammoniak): Mit Hilfe von leicht mit Kohlenstoffdioxid beladenem und kaltem Methanol werden diese Gaskomponenten in einem hohen Waschturm aus dem Rohgas durch Absorption entfernt.
- Absorption von Kohlenstoffdioxid: Mit Hilfe von leicht mit Kohlenstoffdioxid beladenem und regeneriertem, kaltem Methanol wird Kohlenstoffdioxid in einem hohen Waschturm aus dem Rohgas durch Absorption entfernt.
- Desorption von Kohlenstoffdioxid: Das Kohlenstoffdioxid wird aus dem beladenen Methanol über mehrere Stufen vorwiegend durch Entspannung und Stripgase wieder abgetrennt. Durch die Desorption des Kohlenstoffdioxids kühlt sich das Methanol weiter ab. Das Kohlenstoffdioxid ist relativ rein und kann in anderen chemischen Verfahren eingesetzt werden.
- Heißregenerierung: Die im Methanol gelösten Gase wie Schwefelwasserstoff, COS, HCN und Ammoniak sowie restliches Kohlenstoffdioxid werden durch Erhitzen in einer Destillationskolonne wieder abgetrennt. Das schwefelwasserstoffhaltige Abgas muss in einer nachfolgenden Clausanlage aufbereitet werden.

Die bei der Absorption auftretende Wärme muss z. B. durch den Einsatz einer Kälteanlage kompensiert werden.
Das gereinigte Rohgas kann z. B. als Synthesegas in weiteren chemischen Prozessen eingesetzt werden.